# Kalle Ankas nye granne
Kalle Ankas nye granne (engelska: The New Neighbor) är en amerikansk animerad kortfilm med Kalle Anka från 1953.

## Handling
Kalle Anka har flyttat till ett nytt hus, och lägger märke till att hans nye granne är ingen mindre än Svarte Petter, som är dryg mot Kalle. En tid senare får de båda sällskap av publik såväl som folk från TV.

## Om filmen
Filmen hade svensk premiär den 3 december 1954 på Sture-Teatern i Stockholm och ingick i kortfilmsprogrammet Kalle Ankas glada varieté tillsammans med sju kortfilmer till: Kalle Ankas björnäventyr, Plutos födelsedagsskiva, Kalle Anka och samvetet, Fyrbenta eskimåer (ej Disney), Jan Långben dansar, Kalle Anka och Jumbo och Jultomtens verkstad.

## Rollista
- Clarence Nash – Kalle Anka
- Billy Bletcher – Svarte Petter[7]